# Tryphosella sarsi
Tryphosella sarsi är en kräftdjursart som beskrevs av Bonnier 1893. Tryphosella sarsi ingår i släktet Tryphosella och familjen Lysianassidae. Arten är reproducerande i Sverige. Inga underarter finns listade i Catalogue of Life.